# José Manuel Paz Agüeras
José Manuel Paz Agüeras (Zaragoza, 21 de febrero de 1946 – Pamplona, 25 de febrero de 2012) fue un diplomático español que jugó un papel relevante en la celebración de la Exposición Internacional de Zaragoza (2008).

## Biografía
Paz Agüeras nació en Zaragoza en 1946 y cursó la carrera de Derecho en esa ciudad.
Ingresó en la Carrera Diplomática en 1973, y durante su trayectoria en ésta, los principales puestos  que ocupó fueron los siguientes:
- Secretario en la Embajada de España en Bolivia, 1973
- Cónsul General Adjunto de España en Frankfurt, República Federal de Alemania, 1976
- Cónsul General de España en Los Ángeles, EE. UU., 1980
- Secretario general técnico del Ministerio de Asuntos Exteriores, 1985
- Embajador de España en Zimbabue, 1988
- Embajador de España en el Principado de Andorra, 1993
- Embajador en Misión Especial para Operaciones de Mantenimiento de la Paz, 1999
- Embajador en Misión Especial para la Candidatura de Zaragoza a la Exposición Internacional de 2008, 2003
- Embajador de España en la Antigua República Yugoslava de Macedonia, 2006
- Cónsul General de España en Oporto, Portugal, 2011

## Distinciones
- Gran Cruz del Mérito Aeronáutico, 2003

- Gran Cruz de la Orden del Mérito Civil, 2004

- Medalla de Plata de la Ciudad de Zaragoza, 2005

## Obras
Paz Agüeras fue un prolífico ensayista sobre cuestiones de diplomacia, asuntos consulares y el servicio exterior de la administración española. Estos son algunos de sus libros:
- “El futuro del hispanismo en los Estados Unidos y otros ensayos”, Instituto Tecnológico de Tijuana, Tijuana (México), 1982
- “Comentarios a la nueva ley de nacionalidad”, Centro de Publicaciones, Ministerio de Asuntos Exteriores, Madrid, 1984
- “Guía del ciudadano en el extranjero”, Centro de Publicaciones, Ministerio de Asuntos Exteriores, Madrid, 1985
- “La adopción consular”, Centro de Publicaciones, Ministerio de Asuntos Exteriores, Madrid, 1990
- “La Administración General del Estado en el Exterior”, Secretaría General Técnica, Ministerio de Asuntos Exteriores, Madrid, 1999
- “Así se ganó la Expo. La batalla diplomática por Expo Zaragoza 2008”, Ediciones Elazar, Zaragoza, 2008
- “El estatuto jurídico de los aragoneses en el extranjero”, El Justicia de Aragón, Zaragoza, 2011

- Datos: Q11026523